# Katharina Treutler

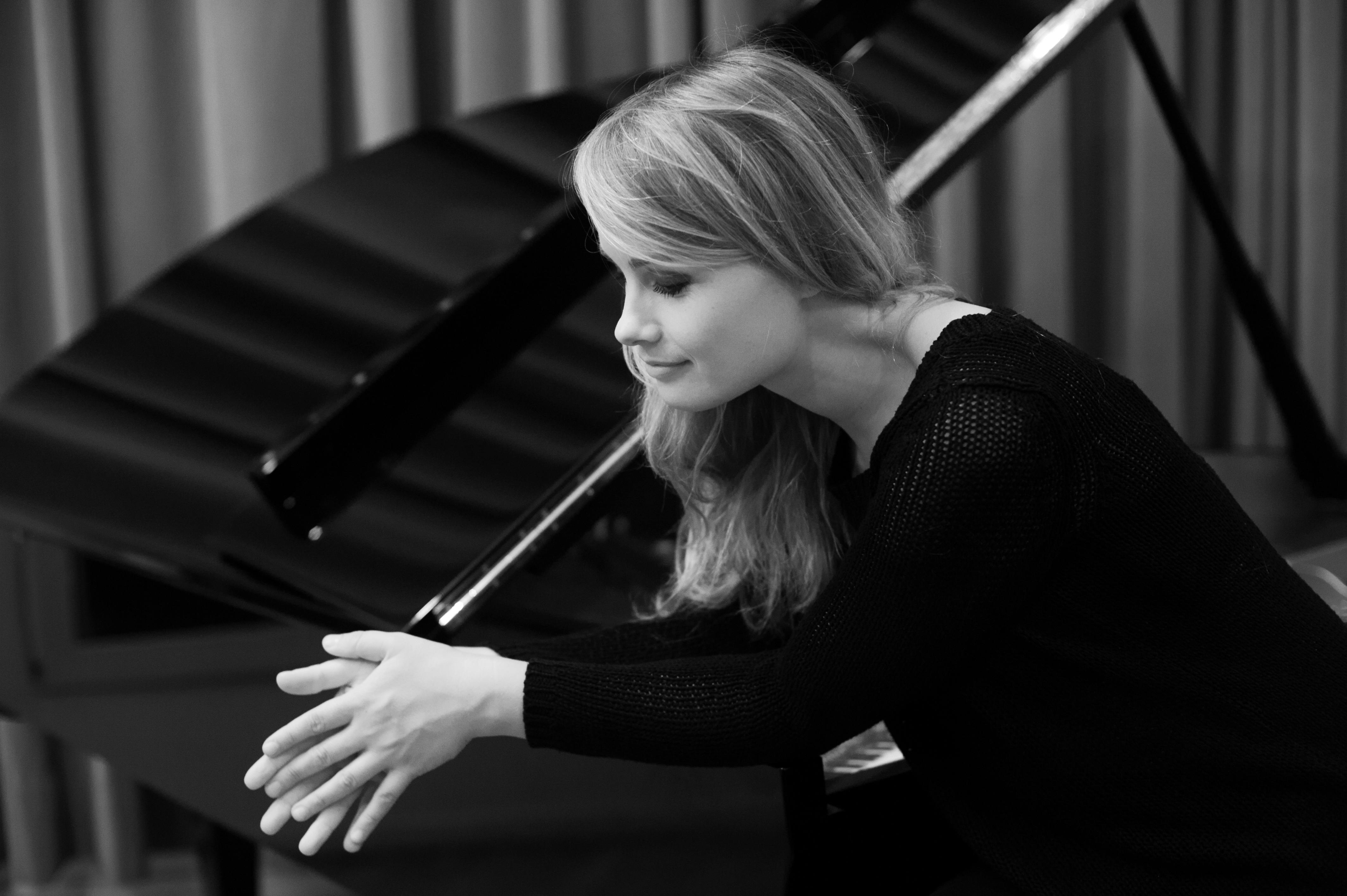
Katharina Treutler

Katharina Treutler (* 1985 in Erfurt) ist eine deutsche Pianistin.

## Biographie
Katharina Treutler wurde in Erfurt geboren. Sie besuchte dort das Evangelische Ratsgymnasium und studierte anschließend an Musikhochschulen in Hannover, Tokio, Paris, Madrid und Freiburg. Zu ihren Lehrern zählen Bernd Goetzke, Jacques Rouvier, Dmitri Bashkirov und Éric Le Sage.
Sie ist Preisträgerin mehrerer internationaler Wettbewerbe. Katharina Treutler konzertiert in Europa, Asien und den USA, als Solistin oder mit Orchestern wie dem London Symphony Orchestra, der San Francisco Symphony, dem Royal Stockholm Philharmonic Orchestra und dem Philharmonieorchester Tokio. 
Konzerte führten sie unter anderem  in das Concertgebouw Amsterdam, die Tōkyō Bunka Kaikan und die Davies Symphony Hall San Francisco.
Seit 2016 hat sie einen Lehrauftrag an der Hochschule für Musik und Theater „Felix Mendelssohn Bartholdy“ Leipzig.

## Aufnahmen/Veröffentlichungen
- 2010: Brahms Klavierkonzert Nr.1 mit dem Orchester der Deutschen Kinderärzte, Josephine Schneble, Mannheim 2010[6]
- 2013: Journal Frontiers in Human Neuroscience
- 2015: Final Symphony mit dem London Symphony Orchestra, Laced Records, Merregnon Studios, London[7]
- 2018: Beyond, Ars Produktion Schumacher, Ratingen 2018, ARS 38261, EAN 4260052382615[8]